# Dode Zee-rollen

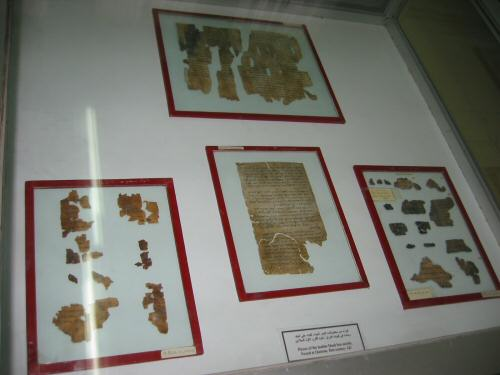
Fragmenten van de Dode Zee-rollen in het Archeologisch Museum in Amman

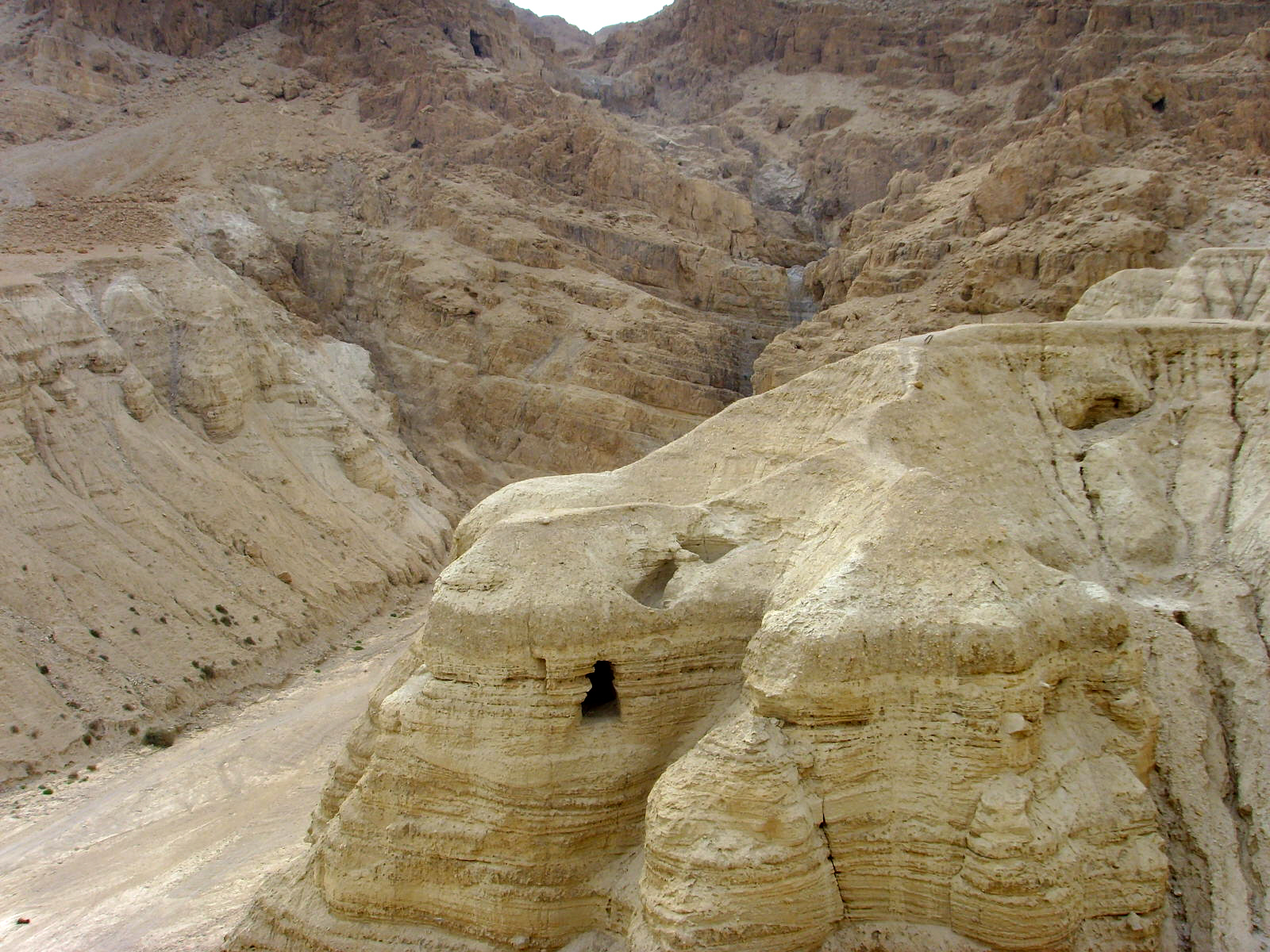
Qumran

De Dode Zee-rollen omvatten een collectie handschriften van meer dan 900 documenten, inclusief ruim 200 handschriften van de Hebreeuwse Bijbel, de Tenach (of de Hebreeuwse Bijbel). Ze werden ontdekt tussen 1947 en 1956 in elf grotten in de buurt van de nederzetting van Qumran, een plaats op de Westelijke Jordaanoever aan de noordwestkust van de Dode Zee, ongeveer 12 kilometer ten zuiden van Jericho. Hier was een nederzetting van de zogenoemde Qumran-sekte, waarschijnlijk een strenge aftakking van de Essenen.
De tot 1956 gevonden documenten zijn geschreven in het Hebreeuws, Aramees en Grieks. Ze dateren uit de periode ca. 250 v.Christus tot ca. 50 n.Chr. Waarschijnlijk zijn ze rond 68 n.Chr. verstopt in de grotten. De meeste teksten zijn geschreven op perkament, sommige op papyrus en één op koper. Na 2002 zijn meerdere fragmenten gevonden. Volgens onderzoekers zijn die waarschijnlijk alle vals. In maart 2021 zijn Dode Zee-rollen gevonden (zie verderop) die hoogstwaarschijnlijk wel authentiek zijn.

## Belang
Deze handschriften zijn belangrijk, want ze vormen een bron over de joodse cultuur van ruim 2000 jaar geleden. Ze werpen licht op de politieke en religieuze context van die dagen. Ze zijn ook relevant voor het onderzoek naar de tekstoverlevering van de Hebreeuwse Bijbel.
De beschikbare Bijbelse handschriften uit de 10e en 11e eeuw (de Masoretische Tekst) blijken vrij nauwkeurig aan te sluiten bij de handschriften die in Qumran zijn gevonden. Uit de rollen blijkt dat er buiten de Masoretische andere teksttradities bestonden zoals de Samaritaanse Pentateuch en de Griekse Septuagint.
Het gegeven dat er zo veel bronnen zijn over de Essenen, inclusief de zeer beroemde Dode Zee-rollen, maakt dat het belang van de Essenen regelmatig wordt overschat of dat hun opvattingen bijvoorbeeld worden gezien als kenmerkend voor het judaïsme in de tijd van Jezus. Van de sadduceeën, een partij in dezelfde periode, is geen enkele primaire bron bewaard gebleven en de opvattingen van de farizeeën moeten met veel moeite worden "gereconstrueerd" aan de hand van latere rabbijnse literatuur. Terwijl deze laatste partijen veel belangrijker waren in die periode, krijgen ze door het ontbreken van primaire bronnen vaak onvoldoende aandacht in vergelijking met de Essenen. Ten slotte moet in gedachten worden gehouden dat alle partijen en sektes slechts een minderheid waren en een afwijking van het "gewone" judaïsme.

## Ontdekking
De ontdekking van de Dode Zee-rollen vond onverwacht plaats. Volgens de overlevering zou Mohammed ed-Dib (een bedoeïen van de Ta'amireh-stam, bijgenaamd "de wolf") eind 1946 of begin 1947 bij Qumran op zoek zijn geweest naar een schaap, dat van de kudde afgedwaald was. Daarbij doorzocht hij ook de grotten in de heuvels en wierp een steen in een van de grotten in de hoop zijn schaap eruit te jagen. Hij vond het schaap niet, maar wel hoorde hij iets wat leek op het breken van aardewerk. Hij betrad de grot en vond oude potten met daarin beschreven rollen in linnen gewikkeld. Deze bracht hij naar een antiquair in Bethlehem genaamd Khalil Iskander Shahin, bijgenaamd 'Kando'. Dit is de meest gebruikelijke versie, gebaseerd op interviews van John C. Trever. In andere verhalen is sprake van een geit en van meerdere bedoeïenen; over de exacte toedracht zijn van het begin af aan tegenstrijdige berichten in omloop. Hoe dan ook, in de loop van het voorjaar en de zomer van 1947 kochten Kando en zijn collega's meerdere malen rollen van de bedoeïenen.
Via Kando kwamen de rollen in Jeruzalem terecht bij de Syrische metropoliet Mor Athanasius Yeshu Samuel, aartsbisschop van de Syrisch-orthodoxe Kerk - die ze eerst aan de Nederlandse syroloog, archeoloog en pater dr. Jan van der Ploeg toonde - en later meenam naar Amerika. De drie andere rollen kwamen in handen van Eleazar Sukenik, het toenmalige hoofd van de archeologische faculteit van de Hebreeuwse Universiteit van Jeruzalem, die de rollen ook aan Amerikaanse wetenschappers doorgaf. De rollen die eerder naar Amerika waren meegenomen, werden daar in 1954 te koop aangeboden en door Yigael Yadin (de zoon van Sukenik) met hulp van enkele Amerikaanse Joden gekocht voor de enkele jaren daarvoor opgerichte Israëlische staat, waar ze in 1955 aankwamen.
Vooral door toedoen van Sukenik werd bekend dat er in Qumran belangrijke handschriften lagen van de Tenach. De doorbraak kwam toen John C. Trever van de American School of Jerusalem de rollen fotografeerde en de foto's stuurde naar zijn landgenoot William Foxwell Albright. In 1949 werd het gebied rond Qumran nauwkeurig onderzocht door de Franse dominicaan Roland de Vaux van de École Biblique te Jeruzalem en het hoofd van het Departement van Oudheden in Jordanië, G. Lankaster Harding. Zij ontdekten in de grot nog meer rollen en fragmenten van Bijbelhandschriften.
In de jaren daarna is het hele gebied nauwkeurig doorzocht, zowel door archeologen als door bedoeïenen. In de periode tot februari 1956 zijn in totaal elf grotten met manuscripten of andere artefacten aangetroffen. De meeste grotten (waaronder grot 4, waar de meeste handschriften zijn aangetroffen) zijn door bedoeïenen gevonden.

### Vondst 2021
In maart 2021 zijn nog meer Dode Zeerollen gevonden, en een prehistorische mand uit de Steentijd. Gedurende het vanaf oktober 2017 lopende archeologische project zijn tot nu toe zeshonderd grotten in een ruim 72 kilometer lange reeks van steile rotswanden in de Woestijn van Judea door Israëlische archeologen onderzocht; deze woestijn strekt zich uit in zowel Israëlisch gebied als in Zone-C van de bezette Palestijnse Westelijke Jordaanoever, die onder militair en civiel bestuur van Israël valt. Archeologische opgravingen in bezette gebieden zijn volgens internationale verdragen verboden.
De ongeveer twintig nieuwe fragmenten zijn gevonden in Grot 8 en afkomstig van de zogenaamde Rol van Twaalf en bevat verzen van de profeten Nahum en Zacharia. Verder bevatte de grot munten, sandalen, luizenkammen en pijlen uit de tweede eeuw n.Chr. Ook zijn er stoffelijke resten van een kind gevonden van ongeveer zesduizend jaar geleden, evenals in Grot 4 een grote lege mand van zo'n 10.500 jaar oud, volledig intact.

## Datering
Op grond van paleografische kenmerken en de datering van het aardewerk dat in grot 1 gevonden is, claimden Sukenik en andere wetenschappers die bij het onderzoek naar de Dode Zee-rollen betrokken waren, dat deze afkomstig moesten zijn uit het begin van de gangbare jaartelling. Deze datering leek bevestigd te worden door C14-datering toe te passen op het linnen waarin een van de handschriften uit grot 1 was opgeborgen.
Niet iedereen kon zich in die datering vinden. In verschillende lezingen en publicaties beargumenteerde Solomon Zeitlin, professor Rabbijnse literatuur aan het Dropsie College in Pennsylvania, die eerder bij de publicatie van in Cairo gevonden handschriften betrokken was, op grond van zijn studie naar de 'the internal evidence' dat de Dode Zeerollen geen waarde hadden voor het judaïsme of de geschiedenis van het vroege christendom en dat een gedetailleerde studie van die rollen aantoont dat ze in de Middeleeuwen zijn geschreven, door Karaïtische secten.
Millar Burrows, die bij het onderzoek naar de Dode Zeerollen betrokken was, reageerde op Zeitlins kritiek en bepleitte dat de argumenten voor een middeleeuwse datering niet steekhoudend waren en dat een datering rond het begin van de gangbare jaartelling het beste paste bij de op dat moment beschikbare gegevens. Vooral het paleografisch onderzoek van Frank Moore Cross, die de rollen indeelde in drie groepen (datering resp. 250-150 v.Chr., 150-30 v.Chr. en 30 v.Chr. - 68/70 n.Chr.) is lange tijd als de standaard beschouwd.
Begin jaren 1990 was de methode van C14-datering zover verfijnd dat ook met weinig materiaal een betrouwbare datering kon worden vastgesteld. In 1990 werd een steekproef van 14 handschriften genomen, afkomstig van verschillende vindplaatsen (onder meer Qumran, Masada en Wadi Muraba'at). Dit onderzoek bevestigde de gangbare datering van in Qumran gevonden handschriften in de periode van de laatste eeuwen vóór tot de eerste eeuw na Chr. In 1994/1995 is in een ander laboratorium nogmaals een steekproef van 22 handschriften (opnieuw afkomstig van verschillende vindplaatsen) met behulp van C14-datering gedateerd, met vergelijkbare resultaten. In bijna alle gevallen bevestigde het C14-onderzoek de op paleografie gebaseerde datering.

## Authenticiteit
Door de jaren heen zijn gedeeltes van rollen te koop aangeboden, waaronder die door bedoeïenen gevonden zijn in Nahal Arugot en stammen uit de tijd van de Bar Kochba-opstand. Oudheidkundigen maken zich grote zorgen over de commerciële uitbating van verborgen Dode Zee-rollen door handelaren.
In 2018 werd bekend dat er sterk wordt getwijfeld aan de authenticiteit van de rollen die sinds 2002 in de handel zijn gekomen. In 2017 werden er twijfels over geuit door Dr. Kipp Davis van de Trinity Western University. In oktober 2018 meldden wetenschappers dat de reeds bewezen vervalsingen het topje van de ijsberg zijn.
In maart 2020 bleek dat alle 16 fragmenten van de Dode Zeerollen van na 2002 die zich bevinden in het Bijbelmuseum in Washington hedendaagse vervalsingen zijn. Volgens onderzoekers zijn waarschijnlijk alle na 2002 verschenen fragmenten vals.

## Beheer
Over het eigendomsrecht van de rollen, het beheer en de publiciteit bestaat verdeeldheid onder historici en archeologen. De meeste rollen zijn tussen 1947 en 1956 in de grotten van Qumran in Palestina gevonden. Het gaat met name over de rollen die daar zijn gevonden van vóór de stichting van de staat Israël in 1948 tot 1967 toen Israël de Westelijke Jordaanoever veroverde. Jordanië en Palestina maken er aanspraak op. 
Sinds 1967 heeft de staat Israël het grootste aantal in zijn bezit. De Antiquities Authority van Israël stelt dat zij de verantwoordelijkheid op zich heeft genomen om deze culturele schat te beschermen en te beheren en geeft er publiciteit aan als 'de belangrijkste archeologische vondsten van de 20ste eeuw'. 
In 2017 werd een voor september 2019 geplande expositie van de Dode-zeerollen in het Frankfurter Bijbel Museum (Duitsland) door Israël ingetrokken omdat de Duitse regering de teruggave ervan niet wilde garanderen als Palestijnen ze zouden vorderen.

## Betekenis

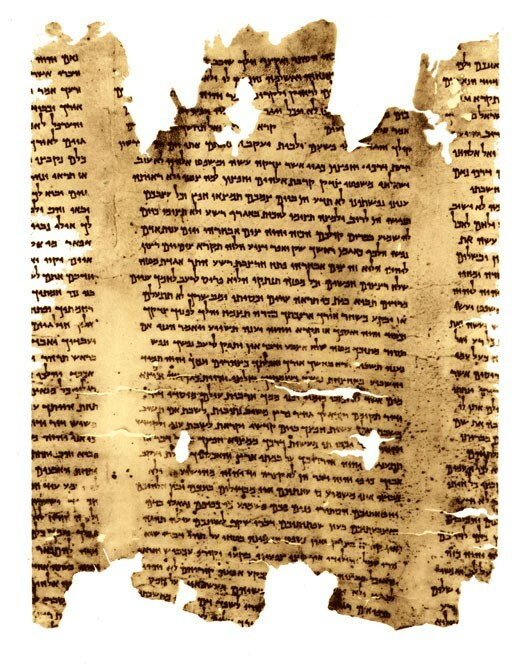
Gedeelte van de Jesajarol (1QIsa^{b}) met daarop Jesaja 57:17-59:9

De Dode Zee-rollen hebben de kennis van het vroege jodendom enorm verrijkt. Ze bieden een direct inzicht in de teksten die voorhanden waren en welke zaken van belang geacht werden. Ze laten niet alleen zien wat een wellicht kleine joodse gemeenschap als die in Qumran dacht, maar geven ook inzicht in aspecten van het jodendom in bredere zin. Dat komt door de samenstelling van de in Qumran gevonden teksten.
Van de meer dan 900 gereconstrueerde teksten zijn ruim 200 Bijbelse manuscripten. Het merendeel van het gevonden materiaal is derhalve niet-Bijbels en als zodanig van historische betekenis. Veel van de niet-Bijbelse teksten werden ook door joden gelezen die niet tot de gemeenschap van Qumran behoorden, zoals 1 Henoch of het boek Jubileeën, maar ook voorheen onbekende teksten zoals het Genesis Apocryphon, de Tempelrol uit grot 11 of wijsheidsteksten zoals de instructie-tekst uit grot 4 en magische teksten uit grot 4 en 11.
De Bijbelse manuscripten zijn van belang geweest om de overlevering van de tekst te kunnen bestuderen. Vóór de vondst van de Dode Zee-rollen dateerden de oudst bekende manuscripten van de Hebreeuwse Bijbel of het Oude Testament uit de Middeleeuwen (de zogenaamde Masoretische traditie). Met de vondst van de Dode Zee-rollen konden wetenschappers een sprong van ruim 1000 jaar terug maken in de geschiedenis. Dit laat enerzijds zien dat de tekstoverlevering van de Masoretische traditie betrouwbaar is gebleken. Verschillen zijn merendeels klein, en niet van theologische of historische betekenis. In enkele gevallen zijn de verschillen wel belangrijk, zoals in het geval van Deuteronomium 32:8-9 en 1 Samuël 10:27-11:1. Anderzijds laten de Dode Zee-rollen zien dat er ook andere teksttradities waren. In het geval van de Septuaginta (de Griekse vertaling) is dit belangrijk omdat vast te stellen is dat sommige verschillen tussen de Masoretische traditie en de Septuaginta niet het gevolg zijn van interpretatieverschillen van de vertalers maar teruggaan op een andere Hebreeuwse teksttraditie.
De niet-Bijbelse manuscripten worden gewoonlijk verdeeld in sektarische en niet-sektarische teksten. Sektarische teksten zijn door de gemeenschap van Qumran zelf geschreven. Het gaat dan bijvoorbeeld om de Regel van de Gemeenschap (in verschillende versies gevonden in grot 1 en grot 4), sektarische exegese zoals de Pesharim op profetenboeken en de psalmen en sektarische lofliederen (de Hodayot). De niet-sektarische teksten zijn zeer divers qua soort: wijsheidsteksten, poëtische teksten, teksten over de eindtijd, magische en astrologische teksten, kalenderteksten, alsmede veel teksten die dicht bij de Bijbelse tradities staan en die door veel wetenschappers Herschreven Bijbel genoemd worden. Deze teksten tonen de diversiteit en creativiteit in de omgang met Bijbelse tradities.

### Bestudering in Nederland
In Nederland richtte A.S. van der Woude in 1961 het Qumran Instituut aan de Faculteit Godgeleerdheid van de Rijksuniversiteit Groningen op. Dit instituut heeft een belangrijke bijdrage geleverd aan de studie van de Dode Zee-rollen.
In 1961 en 62 verwierf de KNAW de exclusieve publicatierechten van het grootste deel van de in 1956 door Bedoeïenen gevonden rollen en fragmenten uit grot 11 van Qumran. De KNAW droeg de reconstructie en vertaling op aan J.P.M. van der Ploeg O.P. en A.S. van der Woude. 
Na het emeritaat van Van der Woude in 1992 werd Florentino García Martínez directeur van het Qumran Instituut, tot aan zijn emeritaat in april 2008. Sindsdien is Mladen Popović directeur van het instituut.

## De elf grotten en hun inhoud
Er werden in elf grotten handschriften ontdekt. Deze zijn geschreven tussen ca. 250 vóór Chr. en ca. 50 na Chr. Vooral in grot 1 (Qumran I), grot 4 (Qumran IV) en grot 11 (Qumran XI) werden belangrijke handschriften gevonden. De zeven rollen uit grot 1 die het eerst bekend waren, worden tot op de dag van vandaag gerekend tot de belangrijkste teksten uit de Dode Zee-rollen. Dit betreft de Jesajarol (1QIsa), de Gemeenschapsregel, het Pesher op Habakuk, Hodayot (een verzameling psalmen en liederen), een tweede Jesajarol (1QIsb), de Oorlogsrol en het Genesis apocryphon. Enkele andere teksten, die in het moderne onderzoek een belangrijke rol spelen, zijn de Tempelrol en 4QMMT.
Hierna volgt een opsomming van de namen en codes van alle rollen. De geschriften zijn gesorteerd op grotnummer.

### Grot 1
Het duurde tot in 1949, bijna twee jaar na de ontdekking, voor de eerst ontdekte grot werd geëxploiteerd. In februari van dat jaar werden de opzoekingen gestart onder leiding van G. L. Harding, Roland de Vaux en Ibrahim El-Assouli van het Palestine Archaeological Museum (het latere Rockefellermuseum). Men verzamelde meer dan 600 fragmenten en daarnaast ook houten artefacten, textiel en potscherven.
- 1Q1 Genesis
- 1Q2 Exodus
- 1Q3 Paleo-Leviticus
- 1Q4 Deuteronomium
- 1Q5 Deuteronomium
- 1Q6 Rechters
- 1Q7 Samuël
- 1QIsa a Jesaja (een complete rol met het handschrift van Jesaja, ontstaan in de 1e eeuw vóór Christus. Het tot dan toe oudste en meest volledige beschikbare handschrift dateerde uit de 11e eeuw na Christus.)
- 1Q8 Jesaja
- 1Q9 Ezechiël
- 1Q10 Psalmen
- 1Q11 Psalmen
- 1Q12 Psalmen
- 1Q13 De vroegste overblijfselen van een tefilin.
- 1Q14 Bespreking (Pesher) van Micha
- 1QpHab Bespreking (Pesher) van Habakuk
- 1Q15 Bespreking (Pesher) van Zefanja
- 1Q16 Bespreking (Pesher) van de Psalmen
- 1Q17 Jubileeën
- 1Q18 Jubileeën
- 1Q19 Noach
- 1QapGen = 1Q20 Genesis Apocryphon
- 1Q21 Levi
- 1Q22 Mozes
- 1Q23 Henoch
- 1Q24 Henoch
- 1Q25 Apocriefe profetie
- 1Q26 Wijsheid Apocryphon
- 1Q27 Mysteriën
- 1QS = 1Q28 Gemeenschapsregel
- 1QSa Regel van de Gemeente
- 1QSb Regel van de Zegenspreuken
- 1Q29 Liturgie van drie tongen van vuur
- 1Q30 Liturgische tekst
- 1Q31 Liturgische tekst
- 1Q32 Nieuwe Jeruzalem
- 1Q33 Oorlogsrol
- 1QM Oorlogsrol
- 1Q34 Liturgische gebeden
- 1QH Dankzeggingshymne (Hodayot)
- 1Q35 Dankzeggingshymne
- 1Q36 Hymnen ?
- 1Q37 Hymnen ?
- 1Q38 Hymnen ?
- 1Q39 Hymnen ?
- 1Q40 Hymnen ?
- 1Q41-70 Niet geklasseerd
- 1Q71 Daniël
- 1Q72 Daniël

### Grot 2
In 1952, drie jaar later, ontdekten bedoeïenen niet ver van de eerste grot een tweede. Deze was minder monumentaal, maar niettemin werden vele fragmenten ontdekt en verkocht aan het Palestijns Archeologisch Museum en de Ecole Biblique in Jeruzalem.
- 2Q1 Genesis
- 2Q2 Exodus
- 2Q3 Exodus
- 2Q4 Exodus
- 2Q5 Paleo-Leviticus
- 2Q6 Numeri
- 2Q7 Numeri
- 2Q8 Numeri
- 2Q9 Numeri
- 2Q10 Deuteronomium
- 2Q11 Deuteronomium
- 2Q12 Deuteronomium
- 2Q13 Jeremia
- 2Q14 Psalmen
- 2Q15 Job
- 2Q16 Ruth
- 2Q17 Ruth
- 2Q18 Wijsheid van Jezus Sirach
- 2Q19 Jubileeën
- 2Q20 Jubileeën
- 2Q21 Apocrief van Mozes
- 2Q22 Apocrief van David
- 2Q23 Apocriefe profetie
- 2Q24 Nieuwe Jeruzalem
- 2Q25 juridische teksten
- 2Q26 Henoch en Reuzen
- 2Q27-33 Ongeclassificeerd

### Grot 3
Op 14 maart 1952 werd een derde grot ontdekt, waarin zich ook de zogenaamde koperen rol bevond.
- 3Q1 Ezechiël
- 3Q2 Psalmen
- 3Q3 Klaagliederen
- 3Q4 Interpretatie van Jesaja (Pesher Jesaja)
- 3Q5 Jubileeën
- 3Q6 Hymne
- 3Q7 Testament van Juda
- 3Q8 Ongeclassificeerd
- 3Q9 Sektarische tekst (?)
- 3Q10-14 Ongeclassificeerd
- 3Q15 Koperen rol van Qumran

### Grot 4
Deze grot werd in augustus 1952 door bedoeïenen ontdekt, terwijl archeologen het bovenliggende plateau aan het onderzoeken waren. De grot bevatte 575 geschriften, waaronder veel Bijbelboeken, commentaren (Peshers) op Bijbelboeken, joodse wetten en sektarische geschriften. Wegens de slechte staat waarin deze geschriften verkeerden werd de vertaling een lastig karwei.
- 4Q11 Paleo-Genesis/Exodus
- 4Q12 Paleo-Genesis
- 4Q13-21 Exodus
- 4Q22 Paleo-Exodus
- 4Q23 Leviticus-Numeri
- 4Q24-26b Leviticus
- 4Q27 Numeri
- 4Q28-44 Deuteronomium
- 4Q45-46 Paleo-Deuteronomium
- 4Q47-48 Jozua
- 4Q49-50 Rechters
- 4Q51-53 Samuël =4QSam a,b en c
- 4Q54 I en II Koningen
- 4Q55-69 Jesaja
- 4Q70-72 Jeremia 4Q71 en 4Q71a = 4QJer b en 4QJer d
- 4Q73-75 Ezechiël
- 4Q76-82 Kleine Profeten
- 4Q83-98 Psalmen
- 4Q99-100 Job
- 4Q101 Paleo-Job
- 4Q102-103 Spreuken
- 4Q104-105 Ruth
- 4Q106-108 Hooglied
- 4Q109-110 Prediker
- 4Q111 Klaagliederen
- 4Q112-116 Daniël
- 4Q117 Ezra
- 4Q118 I en II Kronieken
- 4Q119 Septuaginta-versie van Leviticus
- 4Q120 Septuaginta-versie van Leviticus
- 4Q121 Septuaginta-versie van Numeri
- 4Q122 Septuaginta-versie van Deuteronomium
- 4Q123 Paleo-Jozua
- 4Q124-126 Ongeclassificeerd
- 4Q127 Griekse parafrasen van Exodus
- 4Q128-148 De vroegste overblijfselen van een tefilin.  Zowel stukjes leer als perkament met de traditionele citaten: Exodus 13:1-10; 13:11-16 en Deuteronomium 6:4-9; 11:13-21.
- 4Q149-155 Resten van een Mezoeza met beschreven perkament
- 4Q156 Targoem-versie van Leviticus
- 4Q157 Targoem-versie van Job
- 4Q158 Parafrasen
- 4Q159 Verordeningen
- 4Q160 Versie van Samuël
- 4Q161-165 Bespreking (Pesher) van Jesaja
- 4Q166-167 Bespreking (Pesher) van Hosea
- 4Q168 Bespreking (Pesher) van Micha
- 4Q169 Bespreking (Pesher) van Nahum
- 4Q170 Bespreking (Pesher) van Zefanja
- 4Q171 Bespreking (Pesher) van Psalmen
- 4Q172 Ongeïdentificeerde Pesher
- 4Q173 Bespreking (Pesher) van Psalmen
- 4Q174 Florilegium of Midrasj over de Laatste Dagen
- 4Q175 Testimonia
- 4Q176 Tanhumim
- 4Q177 Catena
- 4Q178 Ongeclassificeerd
- 4Q179 Apocriefe Klaagliederen
- 4Q180-181 Tijden der Schepping
- 4Q182 Catena
- 4Q183 Historisch werk
- 4Q184 Listen van de goddeloze vrouw
- 4Q185 Wijsgerig werk
- 4Q186 Horoscopen
- 4Q187-200 Tobit
- 4Q201-212 Henoch
- 4Q213-214 Levi
- 4Q215 Testament van Naftali
- 4Q216-228 Jubileën
- 4Q229 Schriftvervalsingen
- 4Q230-231 Lijst van Geesten
- 4Q232 Nieuwe Jeruzalem
- 4Q233 Fragmenten met plaatsnamen
- 4Q234 Genesis 20:27f
- 4Q235 I en II Koningen
- 4Q236 Psalm 89
- 4Q237-238 Ongeclassificeerd
- 4Q239 Toelichting (Pesher) op het Werkelijke Israël
- 4Q240 Toelichting (Pesher) op het Hooglied (?)
- 4Q241 Klaagliederen
- 4Q242 Gebeden van Nabonidus
- 4Q243-245 pseudo-Daniël
- 4Q255-264 Gemeenschapsregel
- 4Q265-273 Damascus Document
- 4Q274-283 Reinigingsvoorschriften
- 4Q284 Voorschriften inzake menstruatie
- 4Q285 verwant aan de Oorlogsrol
- 4Q286-290 Berakhot
- 4Q291-293 Gebeden
- 4Q294-297 Wetten en een gebedenboek (?)
- 4Q298 Woorden van een wijsgeer
- 4Q299-301 Mysteriën
- 4Q302 Lofzangen aan God
- 4Q303-305 Meditaties over de Schepping
- 4Q306 Mensen die dwalen
- 4Q307 Wijsgerig werk
- 4Q308 Wijsgerig werk
- 4Q309 Cursief geschrift
- 4Q310-313 Ongeclassificeerd
- 4Q314-315 Onbeschreven perkament
- 4Q316 Ongeclassificeerd
- 4Q317 Fasen van de maan
- 4Q318 Brontologie/horoscopen
- 4Q319 Otot
- 4Q320-330 Geschriften over kalenders
- 4Q331-333 Geschiedenis
- 4Q334 Verordeningen
- 4Q335-336 Fragmenten over astronomie
- 4Q337 Geschrift over kalenders
- 4Q338 Stambomen
- 4Q339 Lijst van valse profeten
- 4Q340 Lijst van de Nethinim
- 4Q341 Lijst van zuivere namen
- 4Q342 Brief
- 4Q343 Brief
- 4Q344 Schulderkenning
- 4Q345 Aankoopsrekening
- 4Q346 Aankoopsrekening
- 4Q347 Papyrus met Aramese tekst
- 4Q348-358 Boekhouding
- 4Q359 Lijst met namen
- 4Q360 Schrijfoefening
- 4Q361 Papyrus met krabbels
- 4Q362-363 Ongeclassificeerd
- 4Q364,365b Bijgewerkte versie van de Pentateuch
- 4Q365a Misschien een deel van de Tempelrol
- 4Q366-367 Bijgewerkte versie van de Pentateuch
- 4Q368 Apocriefe versie van de Pentateuch
- 4Q369 Gebed van Enos
- 4Q370 Zondvloed Apocryphon
- 4Q371-373 Jozef Apocryphon
- 4Q374 Commentaar op Exodus
- 4Q375-377 Mozes Apocryphon
- 4Q378-379 Jozua Apocryphon
- 4Q380-381 Apocriefe Psalmen
- 4Q382 Parafrasen bij Koningen
- 4Q383-384 Apocryphon van Jeremia
- 4Q385 Pseudo Ezechiël
- 4Q385a Pseudo Mozes
- 4Q385b Apocryphon van Jeremia
- 4Q386-387 Pseudo Ezechiël
- 4Q387a Pseudo Mozes
- 4Q387b Apocryphon van Jeremia
- 4Q388 Pseudo Ezechiël
- 4Q388a-389 Pseudo Mozes
- 4Q389a Apocryphon van Jeremia
- 4Q390 Pseudo Mozes
- 4Q391 Pseudo Ezechiël
- 4Q392-393 Liturgisch werk
- 4QMMT = 4Q394, 4Q395, 4Q396, 4Q397, 4Q398, 4Q399 Halachische (de wet betreffende) Brief
- 4Q400-407 Liederen bij het Sjabbatsoffer
- 4Q408 Wijsgerig werk
- 4Q409 Liturgisch werk
- 4Q414 Doop liturgie
- 4Q415-419 Wijsgerig werk
- 4Q420-421 Wegen van Rechtvaardigheid
- 4Q422 Parafrase van Genesis en Exodus
- 4Q423-426 Wijsgerig werk
- 4Q427-433 Dankzeggings hymne (Hodayot)
- 4Q434 Barkhi Nafshi
- 4Q434a Gratie ?
- 4Q435-438 Barkhi Nafshi
- 4Q439 Identiek aan Barkhi Nafshi
- 4Q440 Dankzegging achtige tekst
- 4Q441-444 Gebeden
- 4Q445-447 Gedichten
- 4Q448 Apocalyptische psalmen en gebed
- 4Q449-457 Gebeden
- 4Q458 Verhaal
- 4Q459-460 Pseudepigrafisch verhaal
- 4Q461-463 Verhaal
- 4Q464 Verhandeling over de Patriarchen
- 4Q464a-465 niet geklasseerd
- 4Q469 Verhaal 1
- 4Q470 Sedekia
- 4Q471 Oorlogsrol-achtige tekst
- 4Q471a Polemiek
- 4Q471b Gebed van Michael
- 4Q472 Wijsgerige tekst
- 4Q473 De Twee Wegen
- 4Q474-476a Wijsgerige tekst
- 4Q477 Berisping van de opzichter
- 4Q478 Fragment
- 4Q479-481fongeklasseerd
- 4Q482 Jubileeën?
- 4Q483 Genesis van de Jubileeën?
- 4Q484 Juda?
- 4Q485 Profetie
- 4Q486-487 Wijsgerig werk
- 4Q488 Apocrief
- 4Q489 Apocalyptische tekst
- 4Q490 Aramees papyrus
- 4Q491-497 Oorlogsrol
- 4Q560 Amulet tegen boze geesten
- 4Q561 Fysionomische tekst

### Grot 5
Grot 5 werd in september 1952 door archeologen ontdekt in buurt van grot 4. De grot bevatte 26 teksten.
- 5Q1 Deuteronomium
- 5Q2 I en II Koningen
- 5Q3 Jesaja
- 5Q4 Amos
- 5Q5 Psalmen
- 5Q6 Klaagliederen
- 5Q7 Klaagliederen
- 5Q8 Overblijfselen van een tefilin
- 5Q9 Plaatsnamen
- 5Q10 Apocryphon van Maleachi
- 5Q11 Regel van de Gemeenschap
- 5Q12 Damascus Document
- 5Q13 Wet
- 5Q14 Vloeken
- 5Q15 Nieuwe Jeruzalem
- 5Q16-25 Ongeclassificeerd
- 5QX1 Leren fragment

### Grot 6
- 6Q1 Paleo-Genesis
- 6Q2 Paleo-Leviticus
- 6Q3 Deuteronomium
- 6Q4 I en II Koningen
- 6Q5 Psalm 78(?)
- 6Q6 Hooglied
- 6Q7 Daniël
- 6Q8 Boek van de reuzen
- 6Q9 Apocryphon op de boeken Samuël-Koningen
- 6Q10 Profetisch werk
- 6Q11 Allegorie van de wijnstok
- 6Q12 Apocriefe profetie
- 6Q13 Priesterlijke profetie
- 6Q14 (Aramese) apocalyps
- 6Q15 Damascus Document
- 6Q16 Zegenspreuk
- 6Q17 Kalender
- 6Q18 Hymne
- 6Q19 Aramees Genesisfragment (?)
- 6Q20 Deuteronomium (?)
- 6Q21 Profetische tekst (?)
- 6Q22-25 Ongeclassificeerd
- 6Q26 Verslagen of contracten
- 6Q27-31 Ongeclassificeerd

### Grot 7
Grot 7 werd, samen met grotten 8, 9 en 10, tussen februari en april 1955 in de omgeving van Qumran ontdekt. De grot bevatte vooral Griekse teksten. Dit zijn de enige Griekse teksten die onder de Dode Zee-rollen zijn aangetroffen.
- 7Q1 Septuaginta versie van Exodus
- 7Q2 Epistel van Jeremia
- 7Q3, 6-7, 9-10, 15-18 Ongeclassificeerd
- 7Q4, 8, 11-14 I Henoch
- 7Q5 Gewoonlijk aangeduid als ongeclassificeerd. Op het papyrusfragment staan slechts een paar woorden. Sommigen beweerden dat het een fragment is uit het evangelie volgens Marcus (Mar 6:52, 53). Maar deze interpretatie kent veel tegenstanders.
- 7Q19 Papyrusfragment

### Grot 8
In grot 8 zijn er maar een paar boeken te vinden.
- 8Q1 Genesis
- 8Q2 Psalmen
- 8Q3 Overblijfsel van een tefilin
- 8Q4 Overblijfsel van een Mezoeza
- 8Q5 Hymne
- 8QX1 Tabs
- 8QX2-3 Riemen

### Grot 9
Deze grot bevatte slechts één papyrusfragment:
- 9Q1 Ongeclassificeerd

### Grot 10
- 10Q1 Deze grot bevatte slechts één beschreven potscherf.

### Grot 11
Deze grot werd in februari 1956 ontdekt door bedoeïenen. De grot bevatte veel Bijbelse geschriften, maar het meest bijzondere is de Tempelrol.
- 11Q1 Paleo-Leviticus
- 11Q2 Leviticus
- 11Q3 Deuteronomium
- 11Q4 Ezechiël
- 11Q5-9 Psalmen 11QPs a=11Q5
- 11Q10 Targoem van Job
- 11Q11 Apocriefe Psalmen
- 11Q12 Jubileeën
- 11Q13 Melchizedekrol
- 11Q14 Berakhot
- 11Q15-16 Hymne
- 11Q17 Liederen bij het Sabbatoffer
- 11Q18 Nieuwe Jeruzalem
- 11Q19-20, ook aangeduid als 11QT Tempelrol
- 11Q21 Tempelrol (?)
- 11Q22-28 Ongeclassificeerd
- 11Q29 Aan de Gemeenschapsregel verwante tekst
- 11Q30 Ongeclassificeerd
- XQ1-4 Overblijfselen van tefilin
- XQ5 Ongeclassificeerd
- XQ6 Offergave

(incomplete lijst)

### Tekstuitgaven en vertalingen
- De officiële publicatie van de Dode Zee-rollen (met vertaling) is opgenomen in de 39-delige serie Discoveries in the Judaean Desert.
- F. García Martínez, E.J.C. Tigchelaar (ed.), The Dead Sea Scrolls Study Edition. Leiden e.a.: Brill/Grand Rapids:Eerdmans, 1997-1998, paperback editie: 2000. 2 delen. ISBN 90-04-11547-1
- G. Vermes, The dead sea scrolls in English, (uitgave 1962, 4e druk 1995) ISBN 0-14-020551-9
- F. García Martínez, A.S. van der Woude De rollen van de Dode Zee, ingeleid en in het Nederlands vertaald. 2 delen, 1994-1995. ISBN 90-242-6303-4 (dl 1). ISBN 90-242-6313-1 (dl 2).
- F. García Martínez, A.S. van der Woude, M. Popović, De rollen van de Dode Zee. tweede herziene en uitgebreide druk. (uitgave 2007) ISBN 978-90-259-5797-1

### Verder lezen
- M. Baigent, R. Leigh (ed.), De Dode Zee Rollen en de verzwegen waarheid. Tirion-Baarn, 1991, 256 blz.
- D. Dimant, U. Rappaport (ed.), The Dead Sea Scrolls: Forty Years of Research. STDJ 10. Leiden e.a.: Brill/Jerusalem: Magnes Press, 1992. ISBN 978-9004096790
- A. Dupont-Sommer, professeur à la Sorbonne, directeur d'études à l'Ecole des Hautes Etudes, Les écrits esséniens découverts près de la Mer Morte. Paris, Payot, 1959.
- P.W. Flint, J.C. VanderKam (ed.), The Dead Sea Scrolls After Fifty Years: A Comprehensive Assessment. Leiden e.a.: Brill, 1999. ISBN 978-9004110618
- J.A. Fitzmyer, A Guide to the Dead Sea Scrolls and Related Literature. Grand Rapids: Eerdmans, 2008. ISBN 9780802862419
- F. García Martínez, J. Trebolle Barrera, The People of the Dead Sea Scrolls: Their Writings, Beliefs and Practices. Leiden e.a.: Brill, 1995. (vert. uit het Spaans: Los Hombros de Qumrán, 1993). ISBN 90-04-10085-7
- J. Magness, The Archaeology of Qumran and the Dead Sea Scrolls. Grand Rapids: Eerdmans, 2002. ISBN 0-8028-2687-3
- Mladen Popovic e.a., De Dode Zeerollen. Nieuw licht op de schatten van Qumran. Zwolle: WBooks, 2013. ISBN 9789066301061
- S.E. Porter, C.E. Evans (ed.), The Scrolls and the Scriptures: Qumran Fifty Years After. JSP Sup. 26. Sheffield: Academic Press, 1997. ISBN 9781850758440
- D.W. Parry, S.D. Ricks (ed.), Current Research and Technological Developments on the Dead Sea Scrolls: Conference on the Texts from the Judean Desert, Jerusalem, 30 April 1995. STDJ 20. Leiden e.a.: Brill, 1996. ISBN 978 90 04 10662 8
- J. VanderKam, The Dead Sea Scrolls Today. Grand Rapids: Eerdmans, 1994. ISBN 0-281-04774X
- Jan P.M. Van der Ploeg, Vondsten in de woestijn van Juda, 1957. Vert. als The excavations at Qumran. A survey of the Judean Brotherhood and its ideas, 1958.